# Новая Павловка (Кировоградская область)
Новая Павловка (укр. Нова Павлівка) — село в Соколовской сельской общине Кропивницкого района Кировоградской области Украины.
Население по переписи 2001 года составляло 335 человек. Почтовый индекс — 27640. Телефонный код — 522. Код КОАТУУ — 3522587203.